# Militaria

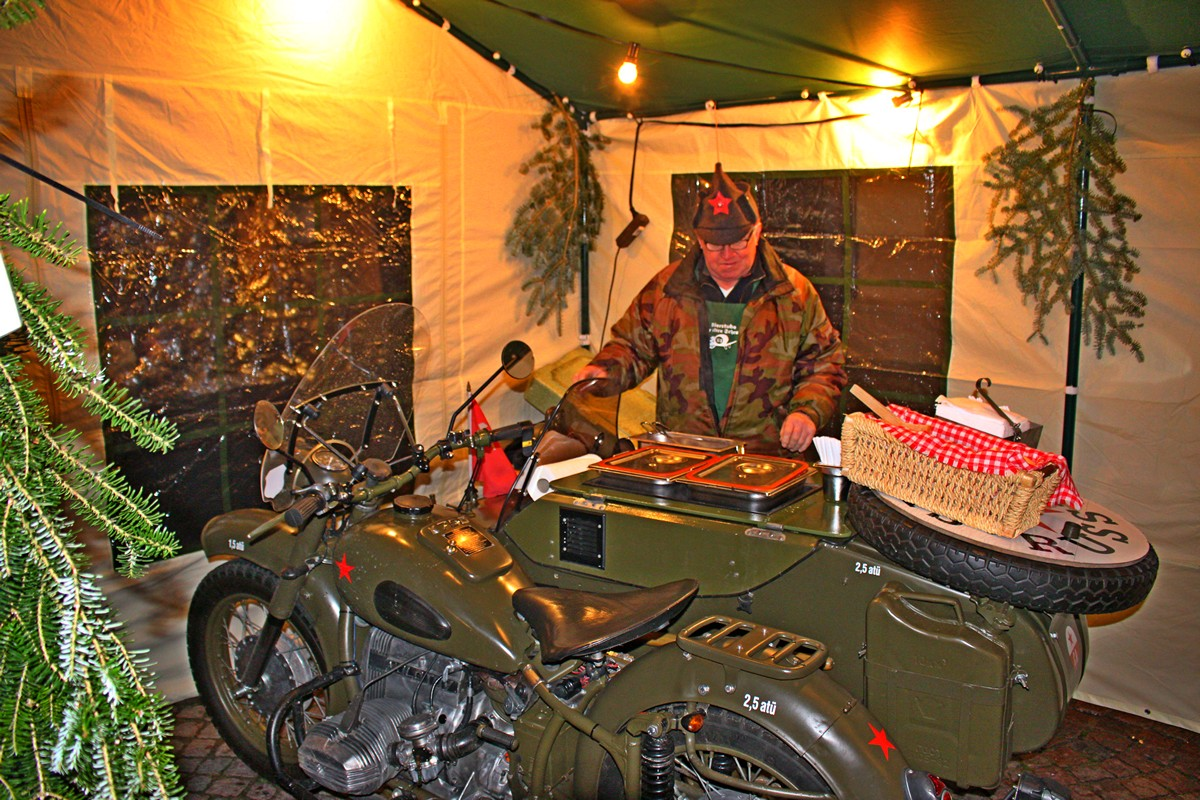
Der Südmecklenburger „Suppenrusse“

Als Militaria (lat. militaris „soldatisch“, „kriegerisch“, „Kriegs-“) werden historische Artefakte bezeichnet, die mit den Bereichen Militär, Militärdienst, Soldatentum und Krieg in Verbindung gebracht werden können. Mitunter fallen auch Gegenstände von anderen uniformierten staatlichen Einsatzorganisation unter Militaria.

## Gebiet
Viele dieser Gegenstände werden aufgrund ihrer geschichtlichen oder antiquarischen Relevanz als Sammlerstücke betrachtet. Unter dem Überbegriff „Militaria“ wird eine Vielzahl an Einzel-Sammelgebieten zusammengefasst, zum Beispiel:
- Blankwaffen (Hieb- und Stoßwaffen)
- militärische Schusswaffen (Ordonnanzwaffen)
- Uniformen
- Militärische Ausrüstung (optische und technische Geräte)
- Militärische Kopfbedeckungen und Helme (Stahlhelme, Pickelhauben, Tschakos, Tschapkas …)
- Ehrenzeichen, Orden, Uniformeffekten und Abzeichen
- militärische Gemälde und Fotografien
- Dokumente (Verleihungsurkunden, Wehrpässe, Soldbücher …)
- Militärbücher (von Militärgeschichte bis „Kadettenliteratur“)

Bedeutende Militariasammlungen befinden sich sowohl in privater Hand bei Sammlern und Adelshäusern oder aber auch in zahlreichen öffentlichen und privaten Militärmuseen. Die meisten privaten Militaria-Sammler haben sich aufgrund des sehr umfangreichen Themenbereichs auf ein Fachgebiet spezialisiert (in Deutschland zum Beispiel Deutsches Kaiserreich, Weimarer Republik, Drittes Reich, Nationale Volksarmee) wie Orden und Ehrenzeichen, Helme, Blankwaffen und Ordonnanzwaffen.